# Malá sociální skupina
Malá sociální skupina je sociologický pojem, který se řadí do podkategorie sociální skupiny. Sociální skupina je dělena dle různých kritérií (podle velikosti, povahy vazby mezi členy, formality, způsobu spjatosti jedince se skupinou). Základní charakteristikou malé sociální skupiny jsou úzké vazby mezi členy, znají se osobně, setkávají se a komunikují spolu tváří v tvář (face to face). Za malou sociální skupinu se dá považovat např. rodina, skupina kamarádů, kolektiv dětí ve škole, zájmový kroužek atd.

## Dělení dle velikosti
Podle velikosti bývají skupiny děleny na malé, střední a velké, záleží na počtu členů. O velikosti malých sociálních skupin se diskutuje, jelikož existují neshody o spodní a horní hranici malé sociální skupiny. Za spodní hranici se považuje počet, kdy je již možné hovořit o malé skupině, naopak horní hranice představuje maximum 40 jedinců. Diskutuje se především o minimálním počtu členů, kteří již tvoří sociální skupinu, buď se za skupinu považují minimálně dvě osoby (tzv. dyáda) nebo tři (tzv. triáda). 

## Vznik a dynamika malé sociální skupiny

### Vznik
Na počátku vzniku skupiny nastane určitá situace, při které se začnou vyčleňovat jedinci se společným cílem. Jedinci spolu komunikují a navzájem se ovlivňují. Poté, co se začnou projevovat rozdíly mezi jednotlivými členy, dochází v sociální skupině k diferenciaci. Nejdůležitějším momentem u vzniku skupiny je okamžik, kdy se jedinec cítí jako člen dané skupiny. "Důležitým prvkem v procesu integrace osob do sociální skupiny je také uspokojování vlastních potřeb jejích členů. Čím více bude skupinový cíl spojen s uspokojením vlastní potřeby, tím usilovněji se bude její člen o dosažení tohoto cíle snažit."

### Dynamika
Pojmem dynamika sociální skupiny můžeme chápat jako vývoj skupiny. Důležitým procesem při vývoji skupiny je diferenciace, kterou blíže můžeme chápat jako vytváření skupinové struktury. Již od počátku prvních interakcí se začínají projevovat první rozdíly mezi jednotlivci. Tím, že mezi členy dochází k utváření vztahů, se začíná vytvářet skupinová struktura, kde jednotlivci zaujímají různé pozice. Celá struktura skupiny poté utváří jeden celek, který je organizovaný a místo jedince ve skupině je určeno mírou jeho osobní moci a mírou popularity. 

### Příklad z praxe - vznik a život sociální skupiny
Názorným příkladem může být první den ve škole. Děti se na začátku mezi sebou neznají a v momentě, kdy se setkají poprvé ve třídě ještě netvoří sociální skupinu. Všichni jsou na začátku ve stejné situaci - mají spolu strávit následujících pár let ve škole a zatím nikdo z nich neví, co je čeká. Celá třída má stejný cíl a to vzdělávat se a dokončit školu. Děti mezi sebou začínají komunikovat, navzájem se ovlivňovat a to způsobí diferenciaci skupiny. Dochází k utváření struktury skupiny tím, že se projevují osobnostní rysy, schopnosti a vlastností jednotlivých dětí. Některé z dětí se může projevit jako přátelské, kolektivní, otevřené, pracovité, jiné naopak líné, nepřátelské, uzavřené. Tyto osobnostní rysy a vlastnosti dětí mají vliv na budoucí uspořádání skupiny, jelikož ne každé z dětí bude oblíbené a uznávané ostatními členy skupiny. 

## Vývojová psychologie a malá sociální skupina
„Vývojová psychologie se zaměřuje na vývoj lidské psychiky již od početí až do smrti. Malé sociální skupiny jsou nejdůležitější v procesu začleňovaní člověka do společnosti“. Každý jedinec během jeho života velmi citlivě vnímá většinu podnětů ze svého okolí, a proto je zásadně důležitý vývoj dítěte v malé sociální skupině. Malá sociální skupina je tedy důležitá z toho důvodu, že jednotlivý členové skupiny si mezi sebou předávají své zkušenosti a poznatky, navzájem mezi sebou komunikují a tím si formují svoji psychiku. Jestliže dojde v určitém vývojovém období jedince k izolaci od sociální skupiny může v budoucnu dojít k různým potížím,  jako jsou problémy s navazováním sociálních kontaktů či neschopnost komunikovat s ostatními apod.